# Георг Тупоу V
Георг Тупоу V (полностью: Сиаоси Тауфаэхау Мануматонго Тукуахо Тупоу V) (4 мая 1948, Нукуалофа — 18 марта 2012, Гонконг) — пятый король Тонга. Сын Тауфа’ахау Тупоу IV.

## Биография
Георг Тупоу V родился 4 мая 1948 года в королевском дворце в Нукуалофа. Учился в колледжах имени Тупоу (Тонга), «Ньюингтон» (Сидней, Австралия), «King’s» (Окленд, Новая Зеландия) и «Leys School» (Кембридж, Англия). Окончил Оксфордский университет и военную академию в Сандхерсте (Великобритания). Занимал посты министра обороны и иностранных дел (в 1979—1998).
После смерти отца в сентябре 2006 года взошёл на престол под именем короля Георга Тупоу V.

## Монарх
10 сентября 2006 года король Тауфа’ахау Тупоу IV скончался во время лечения в Новой Зеландии. Вскоре прошла краткая церемония вступления в должность нового монарха. Сиаоси Тауфахау пообещал поднять экономику и провести демократические реформы в стране. Однако спустя два месяца 16 ноября в стране начались стихийные народные бунты, которые привели к гибели восьми человек и разграблению мародёрами столицы государства — Нукуалофы, в результате чего город был почти дотла сожжён, а туристическая инфраструктура была почти полностью разрушена.
После этих событий новый король, вопреки обычаям, отложил более чем на год свою коронацию и издал указ, по которому, вопреки существующему протоколу, традиционные подарки следует дарить его матери, а не ему самому. В начале 2009 года принял решение по частичному сложению с себя полномочий и передаче их Законодательному собранию.
24 февраля 2012 года он нанёс визит Папе Бенедикту XVI в Ватикан.

## Смерть
В 2011 монарх перенес операцию по пересадке печени. Кроме этого, у короля было обнаружено онкологическое заболевание и сахарный диабет. Георг Тупоу V умер от рака в одной из больниц Гонконга 18 марта 2012 в возрасте 63 лет.
Поскольку у Георга Тупоу V не было сыновей, а его внебрачная дочь не имела права на престолонаследование, наследником королевского престола стал его младший брат, кронпринц Тупоутоа Лавака. После смерти монарха в Тонга был объявлен стодневный траур.

## Интересные факты
- Георг Тупоу V обладал дизайнерскими способностями — будучи принцем, проектировал военную форму для вооружённых сил.
- Придерживался нравов викторианского стиля[10]. Пользовался автомобилем Austin FX4 (транспорт лондонского такси).
- Первый монарх Тонга, который проживал за пределами королевского дворца, что вызывало недовольство у части местного населения.[источник не указан 4867 дней]